# Grasifs
Grupo Acadêmico Sociativo Independente Faculdade do Samba Voz do Morro, mais conhecida pela sigla GRASIFS é uma escola de samba de Rio Claro. Escola tradicional do Carnaval de sua cidade, esteve afastada do grupo principal, conseguindo o acesso novamente ao ser vice-campeã em 2009

## Segmentos

### Presidentes
| Nome        | Mandato | Ref.  |
| ----------- | ------- | ----- |
| Helio Carmo | 2014    | [ 3 ] |
| Ari Rios    | 2024    |       |

### Diretores
| Ano  | Diretor de Carnaval | Diretor de harmonia | Mestre de bateria | Ref.  |
| ---- | ------------------- | ------------------- | ----------------- | ----- |
| 2015 | Vitor Luz           | Davi Romualdo       | Big Thierrys      | [ 4 ] |

### Corte da Bateria
| Período | Rainha            | Madrinha         |
| ------- | ----------------- | ---------------- |
| 2013    | Kiene Borges      | Vanessinha Ortiz |
| 2014    | Vanessinha Ortiz  | Simone Sampaio   |
| 2024    | Thais Constantino |                  |
| 2025    | Thais Constantino |                  |

## Enredos
| Ano                               | Colocação   | Grupo    | Enredo                                                                    | Carnavalesco         | Intérprete                      | Ref.  |
| --------------------------------- | ----------- | -------- | ------------------------------------------------------------------------- | -------------------- | ------------------------------- | ----- |
| 1976                              |             |          |                                                                           |                      |                                 |       |
| 1977                              |             |          |                                                                           |                      |                                 |       |
| 1978                              |             |          |                                                                           |                      |                                 |       |
| 1979                              |             |          |                                                                           |                      |                                 |       |
| 1980                              |             |          |                                                                           |                      |                                 |       |
| 1981                              |             |          |                                                                           |                      |                                 |       |
| 1982                              |             |          |                                                                           |                      |                                 |       |
| 1983                              |             |          |                                                                           |                      |                                 |       |
| 1984                              |             |          |                                                                           |                      |                                 |       |
| 1985                              |             |          |                                                                           |                      |                                 |       |
| 1986                              | Campeã      | Especial |                                                                           |                      |                                 |       |
| 1987                              |             |          |                                                                           |                      |                                 |       |
| 1988                              | Campeã      | Especial | Acorda Brasil, é feriado                                                  |                      |                                 | [ 5 ] |
| 1989                              |             |          |                                                                           |                      |                                 |       |
| 1990                              |             |          |                                                                           |                      |                                 |       |
| 1991                              |             |          |                                                                           |                      |                                 |       |
| Não houve carnaval em 1992        |             |          |                                                                           |                      |                                 |       |
| 1993                              |             |          |                                                                           |                      |                                 |       |
| 1994                              | Campeã      | Especial | Todos diferentes, todos parentes                                          |                      |                                 | [ 5 ] |
| 1995                              |             |          |                                                                           |                      |                                 |       |
| 1996                              |             |          |                                                                           |                      |                                 |       |
| 1997                              | Campeã      | Especial | Sob o domínio da Lua                                                      |                      |                                 | [ 5 ] |
| Não houve carnaval em 1998 e 1999 |             |          |                                                                           |                      |                                 |       |
| 2000                              |             |          |                                                                           |                      |                                 |       |
| Não houve carnaval de 2001 a 2005 |             |          |                                                                           |                      |                                 |       |
| 2006                              |             |          |                                                                           |                      |                                 |       |
| 2007                              | Vice-campeã | Especial | O fogo é luz, força e vida. É Grasifs 50 anos incendiando a Avenida       |                      |                                 |       |
| 2008                              | 3º lugar    | Especial | Para ser feliz nesta vida é preciso cantar                                |                      | Edison                          |       |
| 2009                              | Vice-campeã | Especial | Escrita, nas linhas da história conto a sua trajetória                    | Eric Mota            | Éber, Tuca, Edison e Carioca    |       |
| 2010                              | 3º lugar    | Especial | Sonhos. Sonho que se sonha em comunidade se torna realidade               | Eric Mota            | Éber, Tuca, Edison              |       |
| 2011                              | 4º lugar    | Especial | A faculdade do samba, sim senhor                                          | Paulo Martiniano     | Xixxa                           |       |
| 2012                              | 4º lugar    | Especial | O Samba é seu, Dom!                                                       | Izzi Junior e Valdir | Xixxa                           |       |
| 2013                              | 4º lugar    | Especial | Bahia, Berço do Brasil                                                    | Mauro Quintaes       | Vaguinho                        | [ 6 ] |
| 2014                              | 3º lugar    | Especial | Vem tocar o tambor, que o samba é de barro                                | Comissão de Carnaval | Diego Miguel                    |       |
| 2015                              | 4º lugar    | Especial | Sustentabilidade a hora é essa, um povo forte e naturalmente sustentável  |                      | Romolo Moraes e Willian Calixto | [ 4 ] |
| 2016                              | Campeã      | Especial | 60 anos de alegria, diamantes de presente para vocês                      |                      |                                 | [ 5 ] |
| Não houve carnaval de 2017 a 2022 |             |          |                                                                           |                      |                                 |       |
| 2023                              |             |          |                                                                           |                      |                                 |       |
| 2024                              | 4º lugar    | Especial | Somos o que somos por isso podemos (Pablo Souza - Pedrinho Sem Braço)     |                      |                                 |       |
| 2025                              |             |          | As Águas de Oxalá (Pablo Souza - Pedrinho Sem Braço - Leandrinho Martins) |                      |                                 |       |